# Цинфэндяньское сражение
Цинфэндяньское сражение (кит. упр. 清风店战役, 11 — 21 октября 1947) — боевые действия в центральной части провинции Хэбэй осенью 1947 года во время гражданской войны в Китае, в результате которых была уничтожена гоминьдановская 3-я армия.

## Предыстория
Весной-летом 1947 года коммунисты нанесли на северо-китайском театре боевых действий ряд чувствительных ударов по гоминьдановским войскам, в результате чего в провинциях Хэбэй и Шаньси под уверенным контролем гоминьдановцев остался только треугольник между железными дорогами, соединяющими Бэйпин, Тяньцзинь и Баодин, а также ряд крупных городов (Шицзячжуан, Тайюань, Датун, Чжанцзякоу). Однако в этих районах гоминьдановцы держались прочно: когда в начале сентября 1947 года коммунисты попытались начать боевые действия севернее реки Дацинхэ и завязали бои за Лайшуй, то потерпели неудачу, а их потери в живой силе оказались гораздо выше, чем у гоминьдановцев.
Однако в середине сентября началось крупное наступление коммунистов в Северо-Восточном Китае, и поэтому центральное командование потребовало от командования войсками коммунистов в Северном Китае активизировать боевые действия, чтобы связать находящиеся там гоминьдановские войска и не дать перебросить их на северо-восток. 3 октября командование Шаньси-Чахар-Хэбэйской полевой армии собрало на совещание командный состав уровня от командиров бригад и выше, на котором, после тщательного анализа ситуации, было решено вновь нанести удар севернее реки Дацинхэ. 5 октября Чжу Дэ и Лю Шаоци сообщили радиограммой Ян Дэчжи и Ян Чэнъу: «Согласны с вашим решением о нанесении удара в регионе к северу от Баодина, взяв за основу тактику маневренной войны».

## Ход событий
11 октября войска 2-й колонны вышли на подступы к Сюйшую, и перерезали железную дорогу, захватив основные опорные пункты. Однако, несмотря на то, что им удалось окружить город, предпринятые в последующие несколько дней попытки штурма не привели к успеху. Сунь Ляньчжун, командовавший гоминьдановскими силами в регионе, двинул на выручку Сюйшуя войска с нескольких направлений, но они были перехвачены войсками 3-й и 4-й колонн, и с 15 октября завязались бои на внешнем кольце окружения Сюйшуя; войска 2-й колонны продолжали оказывать непрерывное давление на сам Сюйшуй.
В Шицзячжуане была расквартирована одна из лучших армий Чан Кайши — 3-я армия, которой командовал Ло Лицзе. 15 октября она выдвинулась из Шицзячжуана на север, чтобы помочь сражающимся там войскам разгромить коммунистов. 17 октября командование Шаньси-Чахар-Хэбэйской полевой армии получило информацию об этом, и тут же решило воспользоваться редкой возможностью и уничтожить гоминьдановскую армию в полевом сражении. В качестве места для сражения был намечен район находящегося между Ванду и Динсянем посёлка Цинфэндянь.
Цинфэндянь располагается южнее находившегося во вражеских руках Баодина, поэтому войскам коммунистов нужно было следовать туда кружным путём, обходя Баодин. Кроме того, если войскам Ло Лицзе требовалось пройти до Цинфэндяня всего около 45 км, то войскам коммунистов, в зависимости от исходного положения и выбранного маршрута, нужно было преодолеть от 75 до 125 км. Но командование коммунистов решило рискнуть, и, оставив четыре бригады в качестве заслона на севере, за два дня, с 17 по 19 октября, перебросило шесть бригад на юг к Цинфэндяню.
19 октября началось сражение в районе Цинфэндяня. 3-я армия несколько дней вела бои в окружении, но подкрепления не смогли пробиться к ней на помощь, и 21 октября гоминьдановские войска капитулировали, в плену оказался сам командующий армией Ло Лицзе.

## Итоги и последствия
Цинфэндяньское сражение оказалось поворотным пунктом боевых действий на северокитайском ТВД гражданской войны в Китае. Гоминьдановцы потеряли 13-тысячную армию (причём 11 тысяч её бойцов оказалось в плену у коммунистов), а оставшийся без защиты Шицзячжуан через 20 дней был взят коммунистами.